# Выборы в Питкэрне (2009)
Выборы в Питкэрне прошли на Островах Питкэрн 11 декабря 2009 года. Поскольку на островах Питкэрн не существует политических партий, заместитель мэра, а также остальные кандидаты, избранные в Совет острова, были независимыми. Саймон Янг стал первым кандидатом, не родившимся на Питкэрне, который был избран заместителем мэра.

## Избирательная система
Четыре выборных члена избирались с помощью системы единого передаваемого голоса на двухлетний срок. Кроме того, в состав Совета острова входили ещё шесть человек: Мэр и заместитель мэра, которые избирались отдельно. Четыре избранных члена и заместитель мэра назначали ещё одного члена, двое назначались губернатором, а одно место было зарезервировано для уполномоченного, поддерживающего связь между губернатором и Советом острова.

## Результаты выборов
Голосование началось в 08:30 и завершилось к 10:30 по местному времени. Из 45 зарегистрированных избирателей проголосовали 40, явка составила 88,9 %.

### Заместитель мэра
| Кандидат                       | Первый раунд | Первый раунд | Второй раунд | Второй раунд | Третий раунд | Третий раунд |
| Кандидат                       | Голосов      | %            | Голосов      | %            | Голосов      | %            |
| ------------------------------ | ------------ | ------------ | ------------ | ------------ | ------------ | ------------ |
| Саймон Янг                     | 12           | 31.58        | —            | —            | 21           | 52.50        |
| Джей Уоррен                    | 12           | 31.58        | —            | —            | 19           | 47.50        |
| Брэнда Кристиан                | 8            | 21.05        | —            | —            |              |              |
| Жаки Кристиан                  | 4            | 10.53        | —            | —            |              |              |
| Пол Уоррен                     | 2            | 5.26         | —            | —            |              |              |
| Итого                          | 38           | 100          | —            | —            | 40           | 100          |
| Источник: Pitcairn Island News |              |              |              |              |              |              |

### Совет острова
| Кандидат                       | Голосов | %     | Примечания    |
| ------------------------------ | ------- | ----- | ------------- |
| Брэнда Кристиан                | 22      | 15.94 | Переизбрана   |
| Джей Уоррен                    | 20      | 14.49 | Избран        |
| Дэйв Браун                     | 19      | 13.77 | Переизбран    |
| Леа Браун                      | 19      | 13.77 | Избрана       |
| Тури Гриффитс                  | 18      | 13.04 | Не переизбран |
| Кэрол Уоррен                   | 16      | 11.59 | Не избрана    |
| Пол Уоррен                     | 13      | 9.42  | Не избран     |
| Жаки Кристиан                  | 11      | 7.97  | Не переизбран |
| Итого                          | 138     | 100   |               |
| Источник: Pitcairn Island News |         |       |               |

После выборов Пол Уоррен был назначен губернатором в Совет острова.